# Liste der Baudenkmale in Kroppen
In der Liste der Baudenkmäler in Kroppen sind alle Baudenkmäler der brandenburgischen Gemeinde Kroppen und ihrer Ortsteile aufgelistet. Grundlage ist die Veröffentlichung der Landesdenkmalliste mit dem Stand vom 31. Dezember 2020.

## Baudenkmale
In den Spalten befinden sich folgende Informationen:
- ID-Nr.: Die Nummer wird vom Brandenburgischen Landesamt für Denkmalpflege vergeben. Ein Link hinter der Nummer führt zum Eintrag über das Denkmal in der Denkmaldatenbank. In dieser Spalte kann sich zusätzlich das Wort Wikidata befinden, der entsprechende Link führt zu Angaben zu diesem Denkmal bei Wikidata.
- Lage: die Adresse des Denkmales und die geographischen Koordinaten. Link zu einem Kartenansichtstool, um Koordinaten zu setzen. In der Kartenansicht sind Denkmale ohne Koordinaten mit einem roten beziehungsweise orangen Marker dargestellt und können in der Karte gesetzt werden. Denkmale ohne Bild sind mit einem blauen bzw. roten Marker gekennzeichnet, Denkmale mit Bild mit einem grünen beziehungsweise orangen Marker.
- Bezeichnung: Bezeichnung in den offiziellen Listen des Brandenburgischen Landesamtes für Denkmalpflege. Ein Link hinter der Bezeichnung führt zum Wikipedia-Artikel über das Denkmal.
- Beschreibung: die Beschreibung des Denkmales
- Bild: ein Bild des Denkmales und gegebenenfalls einen Link zu weiteren Fotos des Baudenkmals im Medienarchiv Wikimedia Commons

### Kroppen
| ID-Nr.            | Lage   | Bezeichnung | Beschreibung | Bild           |
| ----------------- | ------ | ----------- | --- | -------------- |
| 09120209 Wikidata | (Lage) | Kirche      | Die evangelische Kirche wurde von 1717 bis 1721 erbaut. Der Kirchturm wurde nach einem Brand im Jahre 1921 wieder aufgebaut. Renoviert wurde die Kirche 1995. Der Kanzelaltar stammt aus den Jahren 1721 bis 1722. | weitere Bilder |
| 09120242 Wikidata | (Lage) | Gutspark    | Der ehemalige Schlosspark wurde bis 1884 angelegt. Das dazugehörige Schloss wurde 1948 abgerissen. | weitere Bilder |